# Сан Пјетро ин Лама
Сан Пјетро ин Лама (итал. San Pietro in Lama) је насеље у Италији у округу Лече, региону Апулија.
Према процени из 2011. у насељу је живело 3600 становника. Насеље се налази на надморској висини од 46 м.

## Географија
| Клима (Сан Пјетро ин Лама) | Клима (Сан Пјетро ин Лама) | Клима (Сан Пјетро ин Лама) | Клима (Сан Пјетро ин Лама) | Клима (Сан Пјетро ин Лама) | Клима (Сан Пјетро ин Лама) | Клима (Сан Пјетро ин Лама) | Клима (Сан Пјетро ин Лама) | Клима (Сан Пјетро ин Лама) | Клима (Сан Пјетро ин Лама) | Клима (Сан Пјетро ин Лама) | Клима (Сан Пјетро ин Лама) | Клима (Сан Пјетро ин Лама) | Клима (Сан Пјетро ин Лама) |
| Показатељ \ Месец          | .Јан.                      | .Феб.                      | .Мар.                      | .Апр.                      | .Мај.                      | .Јун.                      | .Јул.                      | .Авг.                      | .Сеп.                      | .Окт.                      | .Нов.                      | .Дец.                      | .Год.                      |
| -------------------------- | -------------------------- | -------------------------- | -------------------------- | -------------------------- | -------------------------- | -------------------------- | -------------------------- | -------------------------- | -------------------------- | -------------------------- | -------------------------- | -------------------------- | -------------------------- |
| Средњи максимум, °C (°F)   | 12,4 (54,3)                | 13,0 (55,4)                | 14,8 (58,6)                | 18,1 (64,6)                | 22,6 (72,7)                | 27,0 (80,6)                | 29,8 (85,6)                | 30,0 (86)                  | 26,4 (79,5)                | 21,7 (71,1)                | 17,4 (63,3)                | 14,1 (57,4)                | 30 (86)                    |
| Средњи минимум, °C (°F)    | 5,6 (42,1)                 | 5,8 (42,4)                 | 7,3 (45,1)                 | 9,6 (49,3)                 | 13,3 (55,9)                | 17,2 (63)                  | 19,8 (67,6)                | 20,1 (68,2)                | 17,4 (63,3)                | 13,7 (56,7)                | 10,1 (50,2)                | 7,3 (45,1)                 | 5,6 (42,1)                 |
| Количина падавина, mm (in) | 80 (31,5)                  | 60 (23,6)                  | 70 (27,6)                  | 40 (15,7)                  | 29 (11,4)                  | 21 (8,3)                   | 14 (5,5)                   | 21 (8,3)                   | 53 (20,9)                  | 96 (37,8)                  | 109 (42,9)                 | 83 (32,7)                  | 676 (266,2)                |
| [ тражи се извор ]         |                            |                            |                            |                            |                            |                            |                            |                            |                            |                            |                            |                            |                            |

## Становништво
| 1931. | 1936. | 1951. | 1961. | 1971. | 1981. | 1991. | 2001. | 2011. |
| ----- | ----- | ----- | ----- | ----- | ----- | ----- | ----- | ----- |
| 3.684 | 3.957 | 4.523 | 4.379 | 4.002 | 3.875 | 3.788 | 3.733 | 3.600 |